# إستيبان كارفاغال
إستيبان كارفاغال (بالإسبانية: Esteban Carvajal)‏ هو لاعب كرة قدم تشيلي، ولد في 17 نوفمبر 1988 في كاتيميو في تشيلي. شارك مع منتخب تشيلي لكرة القدم. أما مع النوادي، فقد لعب مع نادي أولهانينسي ونادي أوهيجينس ونادي بالستينو.

## وصلات خارجية
- إستيبان كارفاغال على موقع قاعدة بيانات كرة القدم.إي يو (الإنجليزية)
- إستيبان كارفاغال على موقع Soccerway.com (الإنجليزية)
- إستيبان كارفاغال على موقع AS.com (الإسبانية)